# Deccanometrus latimanus
Espèce
Synonymes
- Scorpio latimanus Pocock, 1894
- Heterometrus latimanus (Pocock, 1894)

Deccanometrus latimanus est une espèce de scorpions de la famille des Scorpionidae.

## Distribution
Cette espèce est endémique du Pakistan. Elle se rencontre au Khyber Pakhtunkhwa et en Azad Cachemire

## Description
L'holotype mesure 72 mm.

## Systématique et taxinomie
Cette espèce a été décrite sous le protonyme Scorpio latimanus par Pocock en 1894. Elle est placée dans le genre Heterometrus par Kraepelin en 1899 puis dans le genre Deccanometrus par Prendini et Loria en 2020.

## Publication originale
- Pocock, 1894 : « A small contribution to our knowledge of the scorpions of India. » Annals and Magazine of Natural History, sér. 6, vol. 13, p. 72-84 (texte intégral).